# Wrześnik (wąwóz)

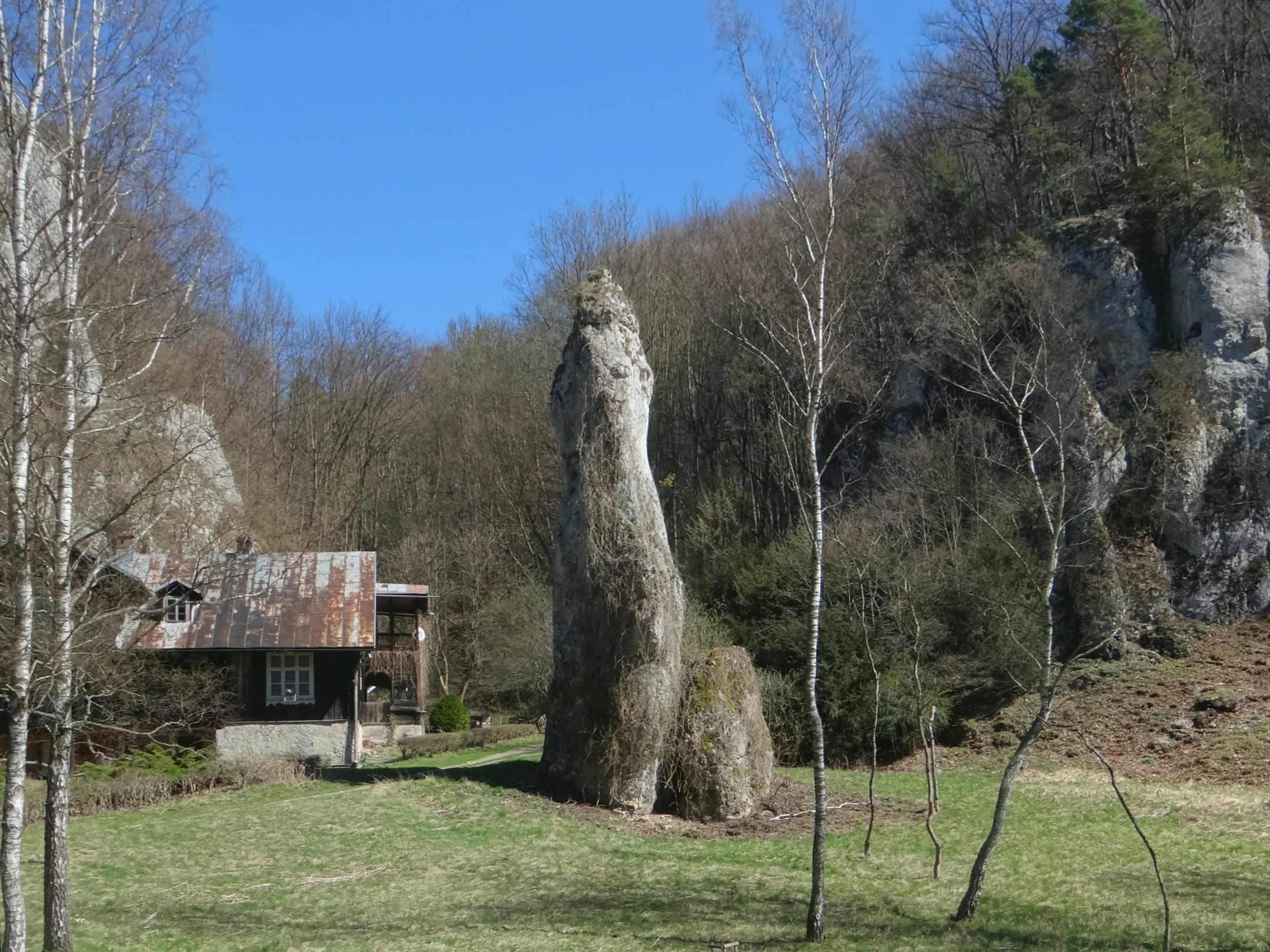
Wylot wąwozu Wrześnik i Igła Deotymy

Wrześnik – wąwóz w lewych zboczach Doliny Prądnika w Ojcowskim Parku Narodowym (OPN). Ma wylot między Skałami Panieńskimi i Skałami Kawalerskimi. W płaskim dnie wylotu znajduje się charakterystyczna skała zwana Igłą Deotymy, a u podnóża Panieńskich Skał stoi drewniana willa Pod Koroną z mieszkaniami pracowników OPN.
Wąwóz jest porośnięty lasem. Prowadzi nim nieznakowana ścieżka łącząca się z Zamkową Drogą. W XIX wieku u wylotu wąwozu Wrześnik znajdowała się jedna z trzech prochowni w Dolinie Prądnika. Wytwarzano w nich proch strzelniczy dla polskich powstańców walczących w powstaniach narodowych. Podczas powstania listopadowego prochownie te wytwarzały 43% całej krajowej produkcji prochu. Rząd carskiej Rosji zlikwidował je w 1834 roku.